# Ernesto Lamas
Ernesto Lamas (Buenos Aires, 13 de marzo de 1968) es un comunicador y docente argentino. Fue uno de los fundadores de FM La Tribu, la radio comunitaria más importante de su país.  

## Biografía
Estudió Ciencias de la Comunicación en la Universidad de Buenos Aires, donde se desempeña como docente desde 1992. 
En 1989, junto a Damián Valls, Hugo Lewin y Claudio Vivori, fundó FM La Tribu. En ese momento, las emisoras en frecuencia modulada no contaban con los papeles exigidos por el decreto/ley de radiodifusión que dejó la dictura militar. Los medios de comunicación privados llamaban “piratas” o “truchas” a estas emisoras, que se nombraron a sí mismas radios comunitarias, populares o alternativas.  Lamas fue director de la emisora hasta 1997. 
Editó la revista Causas y Azares junto con Mariano Mestman, Alejandro Grimson y Carlos Mangone (1994-1998). 
Fue parte del grupo de cine documental “Cine Ojo”, dirigido por Marcelo Céspedes y Carmen Guarini, como guionista e investigador. Fue guionista, investigador y/o codirector de los films La Noche Eterna (1990), Porque somos la plaza (1991), La Voz de los Pañuelos (1992), Historias de amores semanales (1993), Jaime de Nevares, Último Viaje (1995), Tinta Roja (1997) e Hijos, el alma en dos (2002)".  
Como activista de derechos humanos, en 1997 protagonizó un escrache contra Emilio Eduardo Massera, junto a periodistas de Chile y Canadá, en tiempos en los que el militar genocida había sido indultado por el gobierno nacional. 
En la Asociación Mundial de Radios Comunitarias  región América Latina y Caribe (AMARC ALC) fue Presidente (1997-2000) y Coordinador Regional (2003-2011).   
Participó en la elaboración de los 21 puntos básicos por el derecho a la comunicación. Fue un importante impulsor de la Ley de Servicios de Comunicación Audiovisual, aprobada por las cámaras el 10 de octubre de 2009. 

### Gestión pública
En 2012 asumió como Director de Capacitación y Promoción de la Defensoría del Público de Servicios de Comunicación Audiovisual.   
En septiembre de 2018 la Defensoría del Público de Servicios de Comunicación Audiovisual (DPSCA) fue intervenida por la Comisión Bicameral de seguimiento y promoción de la comunicación audiovisual del Congreso de la Nación.    
En diciembre de 2018 el interventor desplazó a Ernesto Lamas de la dirección de Capacitación y Promoción,  basado en un informe que fue definido por el Centro de Estudios Legales y Sociales (CELS) como una "clara persecución política".  

### Actualidad
Desde 2019, es Director del Área Medios Comunitarios de OBSERVACOM (Observatorio Latinoamericano de Regulación, Medios y Convergencia) 
Se desempeña como docente en la Especialización en Gestión y Producción de Medios Audiovisual del Centro de Estudios Avanzados (Universidad Nacional de Córdoba) y en la Licenciatura en Producción y Gestión Audiovisual de la Universidad Nacional de José C. Paz. 
En diciembre de 2023, presentó su libro Poscat. El podcast después del podcast, en coautoría con Gastón Montells. 

## Publicaciones
- Lamas, E. & Montells, G. (2023). Poscat. El podcast después del podcast. Buenos Aires: El nombre del mar.[28]
- Lamas, E. (Coord.) (2023). Entorno regulatorio y políticas públicas para la sostenibilidad de los medios comunitarios en América Latina. Observacom. [29]
- Lamas, E. (2020). Medios comunitarios en tiempos de pandemia. Nueva normalidad, otra comunicación. Friedrich-Ebert-Stiftung. [30]
- Lamas. E. & Tordini, X. (2013). Una utopía comunicativa. En: González de Oleaga, M. (Org.) En primera persona: Testimonios desde la Utopía. Barcelona: NED.
- Lamas, E. et Al. (2011). La radio después de la radio. Buenos Aires: AMARC.
- Lamas, E. (2009). Utopía Tribal, una experiencia de comunicación alternativa en el aire de Buenos Aires. En González de Oleaga, M. & Bohoslavsky, E. El hilo rojo: palabras y prácticas de la utopía en América latina. Buenos Aires: Paidós.
- Lamas, E. (2003). Gestión integral de la radio comunitaria. Quito: FES.
- Lamas, E. y Villamayor, C. (1998). Gestión de la Radio Comunitaria y Ciudadana. Quito: AMARC/FES.
- Lamas, E. y Tordini, X. (1997). El diseño colectivo de la gestión. Un proyecto, 4 dimensiones. Disponible en vivalaradio.org.
- Lamas, E. (1997). Radio La Tribu: desde los estudiantes a la comunidad. En: Atracción mediática: el fin de siglo en la educación y la cultura. Buenos Aires : Biblos.
- Lamas, E. (1997). "El uso del Lenguaje en una radio ciudadana" Archivado el 26 de junio de 2012 en Wayback Machine.. I Congreso Internacional de la Lengua. Zacatecas, 1997.
- Lamas, E. y Lewin, H. (1995). "Aproximación a las radios de nuevo tipo: tradición y escenarios actuales". Revista Causas y Azares. Buenos Aires, Número 2, otoño 1995.